# 沈祖燕
沈祖燕（1866年—？），浙江省紹興府蕭山縣人，清朝政治人物、同進士出身。
光緒十五年，登進士，同年五月，授内阁中书。1899年，接替田宝荣任崇明县知县一职，1901年由杳亮采接任。